# اراكيلام (فلم هندي)
اراكيلام (بالإنجليزية: Arakkillam) فيلم هندي ماليزي أنتج عام 1967 من إخراج وإنتاج سانكاران ناير.

## الطاقم
- Sathyan
- Sharada
- Miss Kumari
- Adoor Bhasi
- Paul Vengola
- Kaduvakulam Antony
- Kottayam Chellappan
- Rathidevi
- S. P. Pillai
- Sree Narayana Pillai

## روابط خارجية
- مقالات تستعمل روابط فنية بلا صلة مع ويكي بيانات